# Cso Hjonu
Cso Hjonu (hangul: 조현우, handzsa: 趙賢祐, RR: Cho Hyun-woo; Szöul, 1991. szeptember 25. –) dél-koreai válogatott labdarúgó, jelenleg a Tegu (Daegu) FC játékosa.

## Pályafutása
2013. március 30-án debütált a Tegu (Daegu) FC csapatában a bajnokságban.
A Japánban megrendezett 2017-es kelet-ázsiai labdarúgó-bajnokságon részt vevő győztes válogatottnak a tagja volt.

## Sikerei, díjai
- Dél-Korea
  - Kelet-ázsiai labdarúgó-bajnokság: 2017

## Külső hivatkozások
- Cso Hjonu profilja a Transfermarkt oldalán (angolul)
- Cso Hjonu adatlapja a Soccerway oldalon (angolul)